# Борщино (Костромская область)
Борщино — деревня в Костромском районе Костромской области. Входит в состав Бакшеевского сельского поселения.

## География
Находится в юго-западной части Костромской области на расстоянии приблизительно 12 км на запад по прямой от старой железнодорожной станции Кострома в правобережной части района.

## История
Упоминалась уже в 1603 году как село, жалованное в поместье Неверу Зварыкину. Позднее среди владельцев села были С. И. Грамматин, поручик И. И. Рылеев, И. А. Волков, Н. Г. Текутьев. В 1872 году здесь было учтено 15 дворов, в 1907 году здесь отмечено было 46 дворов.

## Население
Постоянное население составляло 140 человек (1872 год), 294 (1897), 245 (1907), 40 в 2002 году (русские 97 %), 47 в 2022.